# Crucianella arabica
Crucianella arabica är en måreväxtart som beskrevs av Schönb.-tem. och Friedrich Ehrendorfer. Crucianella arabica ingår i släktet Crucianella och familjen måreväxter. Inga underarter finns listade i Catalogue of Life.